# Anse-d'Ainault
Anse-d'Ainault este o comună din arondismentul Anse d'Hainault, departamentul Grand'Anse, Haiti, cu o suprafață de 94,03 km2 și o populație de 33.103 locuitori (2009).